# Helobdella
Helobdella (лат.) — род кольчатых червей из семейства плоских пиявок (Glossiphoniidae) подкласса пиявок. Они встречаются по всему миру.
Это маленькие плоские пиявки, которые не питаются кровью.
Несколько видов в этом роде используются в качестве модельных организмов при изучении биологии развития.
Трудно было выделить виды в этом роде без анализа ДНК. Как и другие пиявки в этом семействе, некоторые виды Helobdella являются полиморфными, с разными цветами и узорами. С другой стороны, некоторые равномерно окрашенные виды представляют собой действительно загадочные видовые комплексы, которые могут быть разделены на отдельные виды благодаря генетическому анализу.
По состоянию на 2004 год насчитывалось около 40 описанных видов, причем виды описывались и переклассифицировались постоянно.
Род включает следующие виды:
- Helobdella austinensis[1]
- Helobdella chaquensis
- Helobdella cordobensis
- Helobdella cryptica
- Helobdella duplicata
- Helobdella elongata
- Helobdella europaea
- Helobdella longicollis
- Helobdella malvinensis
- Helobdella michaelseni
- Helobdella nununununojensis
- Helobdella nuda
- Helobdella paranensis
- Helobdella pichipanan
- Helobdella obscura
- Helobdella robusta
- Helobdella similis
- Helobdella stagnalis
- Helobdella triserialis
- Helobdella virginiae[4]
- Helobdella wodzickiorum
- Helobdella xenoica